# Hagerman (Nou Mèxic)
Hagerman és una població dels Estats Units a l'estat de Nou Mèxic. Segons el cens del 2000 tenia 1.168 habitants.

## Demografia
Segons el cens del 2000, Hagerman tenia 1.168 habitants, 397 habitatges, i 296 famílies. La densitat de població era de 326,8 habitants per km².
Dels 397 habitatges en un 41,8% hi vivien nens de menys de 18 anys, en un 55,2% hi vivien parelles casades, en un 13,9% dones solteres, i en un 25,2% no eren unitats familiars. En el 21,4% dels habitatges hi vivien persones soles l'11,1% de les quals corresponia a persones de 65 anys o més que vivien soles. El nombre mitjà de persones vivint en cada habitatge era de 2,94 i el nombre mitjà de persones que vivien en cada família era de 3,47.
Per edats la població es repartia de la següent manera: un 36,2% tenia menys de 18 anys, un 7,3% entre 18 i 24, un 24,9% entre 25 i 44, un 18,8% de 45 a 60 i un 12,8% 65 anys o més.
L'edat mediana era de 31 anys. Per cada 100 dones de 18 o més anys hi havia 89,1 homes.
La renda mediana per habitatge era de 23.295 $ i la renda mediana per família de 26.131 $. Els homes tenien una renda mediana de 25.238 $ mentre que les dones 17.708 $. La renda per capita de la població era de 10.114 $. Aproximadament el 24,1% de les famílies i el 27,9% de la població estaven per davall del llindar de pobresa.

## Poblacions més properes
El següent diagrama mostra les poblacions més properes.